# Damien (série télévisée)
Damien est une série télévisée américaine en dix épisodes de 42 minutes créée par Glen Mazzara et diffusée entre le 7 mars 2016 et le 9 mai 2016 sur A&E.
Cette série est en lien avec La Malédiction, une série de films de type « thriller religieux ».
Cette série est inédite dans tous les pays francophones.

## Synopsis
Damien Thorn a presque oublié son passé. Aujourd'hui âgé de trente ans, il est devenu photographe de guerre. Témoin de macabres événements en Syrie, il voit ressurgir ses vieux démons. Il est peu à peu confronté à sa véritable destinée : il est l'Antéchrist.

## Distribution

### Acteurs principaux
- Bradley James : Damien Thorn
- Megalyn Echikunwoke : Simone Baptiste
- Barbara Hershey : Ann Rutledge
- Omid Abtahi : Amani Golkar
- Scott Wilson : John Lyons

### Acteurs récurrents
- David Meunier : inspecteur James Shay
- Tiffany Hines : Kelly Baptiste
- Gerry Pearson : l'homme en soutane
- Brody Bover : Jacob Shay

## Production
En mai 2014, Glen Mazzara, producteur de la série The Walking Dead, a présenté le projet de série à la chaîne Lifetime, qui a commandé six épisodes à la fin août.
En avril 2015, la série passe aux mains de la chaîne du même groupe, A&E, qui passe sa commande à dix épisodes.
Le 20 mai 2016, la série est annulée.

## Épisodes
1. titre français inconnu (The Beast Rises)
2. titre français inconnu (Second Death)
3. titre français inconnu (The Deliverer)
4. titre français inconnu (The Number of a Man)
5. titre français inconnu (Seven Curses)
6. titre français inconnu (Temptress)
7. titre français inconnu (Abattoir)
8. titre français inconnu (Here is Wisdom)
9. titre français inconnu (The Devil You Know)
10. titre français inconnu (Ave Satani)

## Accueil

### Critique
L'agrégateur de critiques Metacritic lui accorde une note de 37 sur 100, basée sur la moyenne de 18 critiques.
Sur le site Rotten Tomatoes, ellee obtient une note moyenne de 11 %, sur la base de 19 critiques.

### Audiences

#### Aux États-Unis
L'épisode pilote, diffusé le 7 mars 2016, a réalisé une audience de 753 000 téléspectateurs avec un taux de 0.31 % sur les 18-49 ans lors de sa première diffusion.
La première saison a obtenu une audience moyenne de 478 000 téléspectateurs avec un taux de 0,18 % sur les 18-49 ans lors de la première diffusion de chaque épisode (au 20 avril 2016).